# Strongylurus octomaculatus
Strongylurus octomaculatus là một loài bọ cánh cứng trong họ Cerambycidae.